# Jardine Matheson
Jardine Matheson Holdings Limited eller Jardines er en Hongkong-baseret Bermuda-registreret britisk multinationalt konglomerat. Det har en en primær børsnotering på London Stock Exchange og sekundære børsnoteringer på Singapore Exchange og Bermuda Stock Exchange. Majoriteten af forretningen foregår i Asien og datterselskaber inkluderer Jardine Pacific, Jardine Motors, Hongkong Land, Jardine Strategic Holdings, DFI Retail Group, Mandarin Oriental Hotel Group, Jardine Cycle & Carriage og Astra International.
Jardines var et af de oprindelige Hongkong-handelshuse "Hongs". 58 % af indtjeningen kom i 2019 fra Kina. Virksomheden kontrolleres af Keswick-familien.